# Josefa Domolailai
Pas d'image ? Cliquez ici

a Compétitions nationales et continentales officielles uniquement.

b Matchs officiels uniquement.
Dernière mise à jour le 19 novembre 2021.
Josefa Domolailai, né le 11 décembre 1985 à Sigatoka (Fidji), est un joueur international fidjien de rugby à XV évoluant au poste de troisième ligne aile ou troisième ligne centre. Il évolue actuellement à Beauvais Rugby Club en Fédérale 1.

## Biographie
Josefa Domolailai honore sa première cape pour l'équipe fidjienne le 5 juillet 2008 face aux Tonga.
Josefa Domolailai joue avec le club italien de Padoue avant d'évoluer deux années en France à Bobigny (Fédérale 1) puis d'intégrer le FC Auch. 
Il joue le 22 octobre 2011 son premier match titulaire contre Bourgoin au poste de troisième ligne aile. Il dispute 13 matchs en Pro D2 la saison 2010-2011. 
Il rejoint la Section paloise lors de la saison 2011-2012 avec lequel il est champion de France de Pro D2 en saison 2014-2015.
Il quitte la section paloise et rejoint l'US Carcassonne à l'intersaison 2016. 
Après deux saisons dns l'Aude, il rejoint Rouen en Pro D2 où il participe notamment à la montée en Pro D2 en 2019 (Champion de Fédérale 1 2018-2019), puis s'engage deux saisons plus tard à Beauvais en Fédérale 1. 

## Palmarès
- Champion de France de Pro D2 avec la Section paloise en 2015.
- * Champion de France de Fédérale 1 2019 avec le Rouen NR.